# Acura

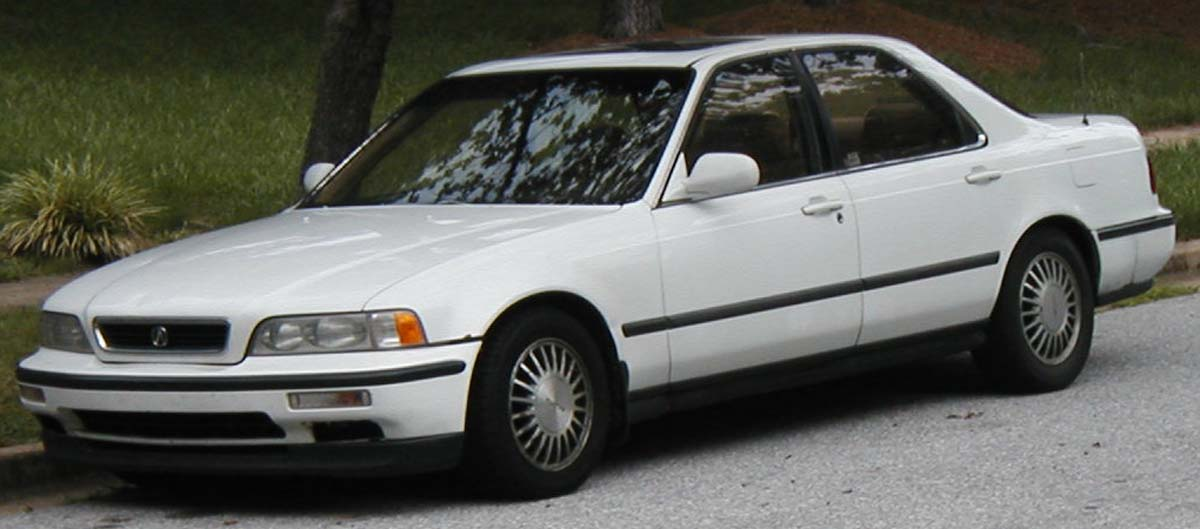
Acura Legend uit 1991-1995.

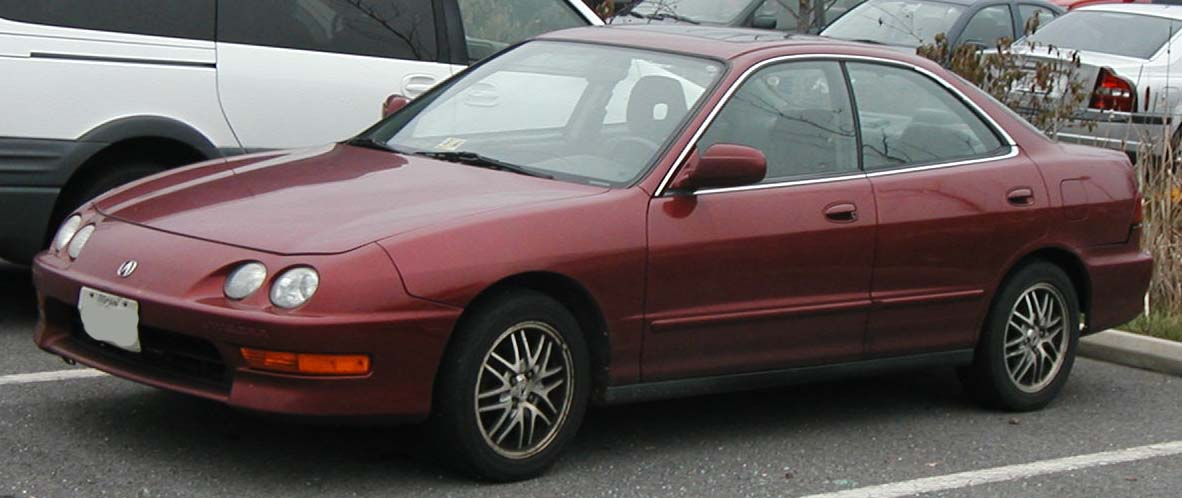
Acura Integra uit 1994-2001.

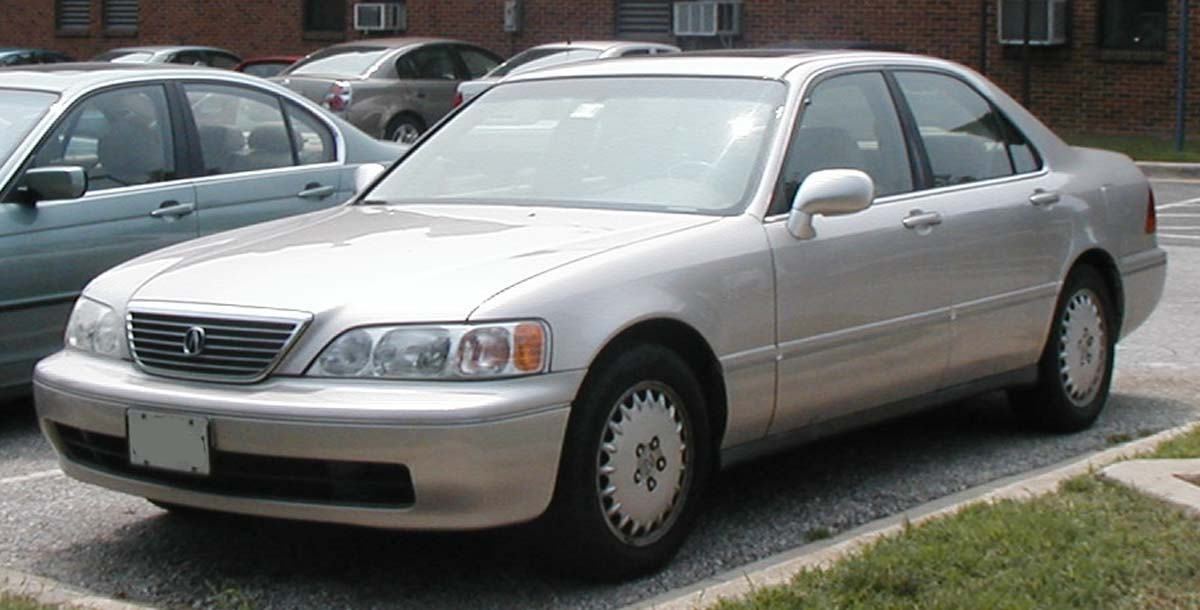
Acura RL uit 1996-1998.

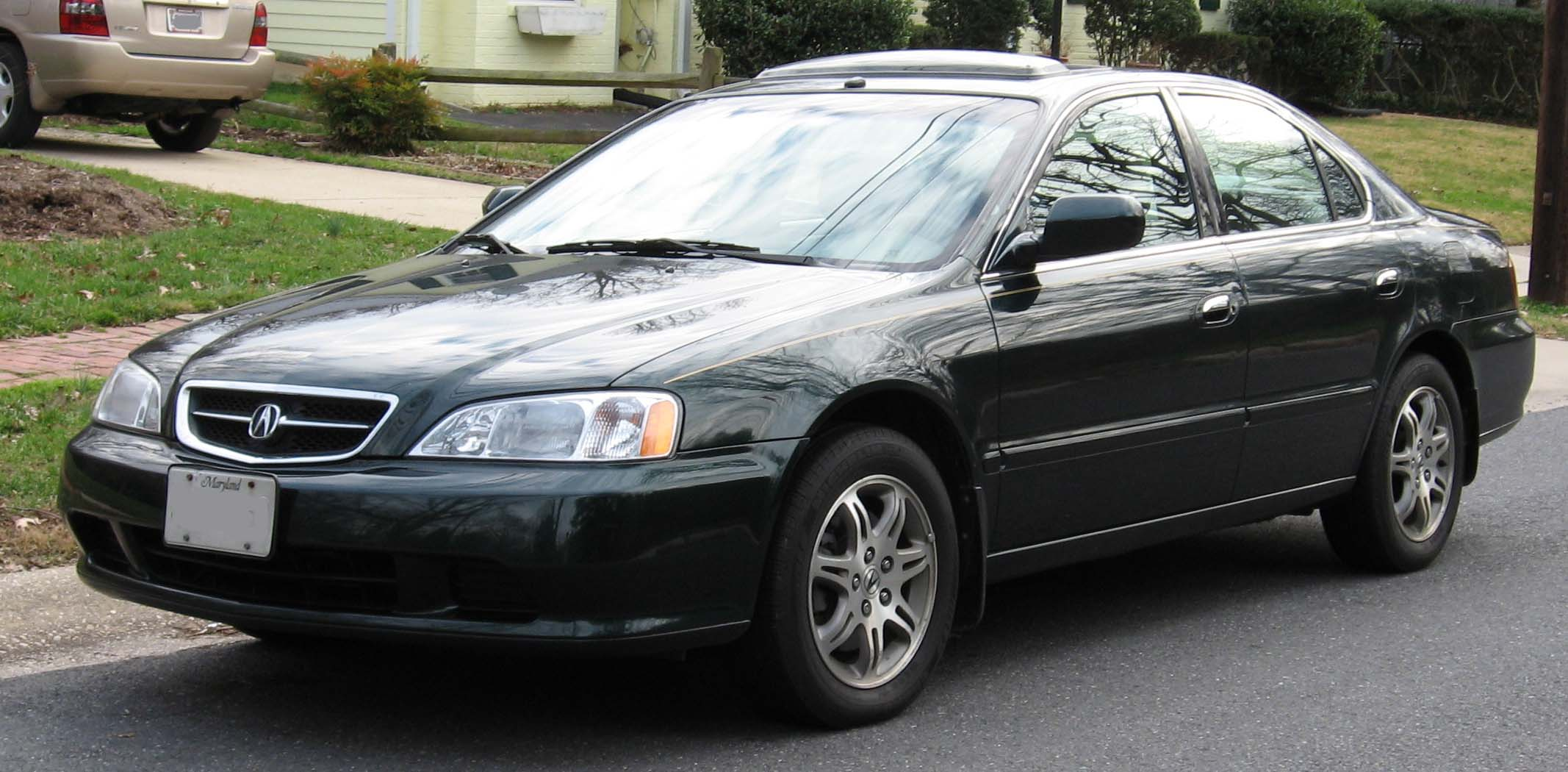
Acura TL uit 1999-2001.

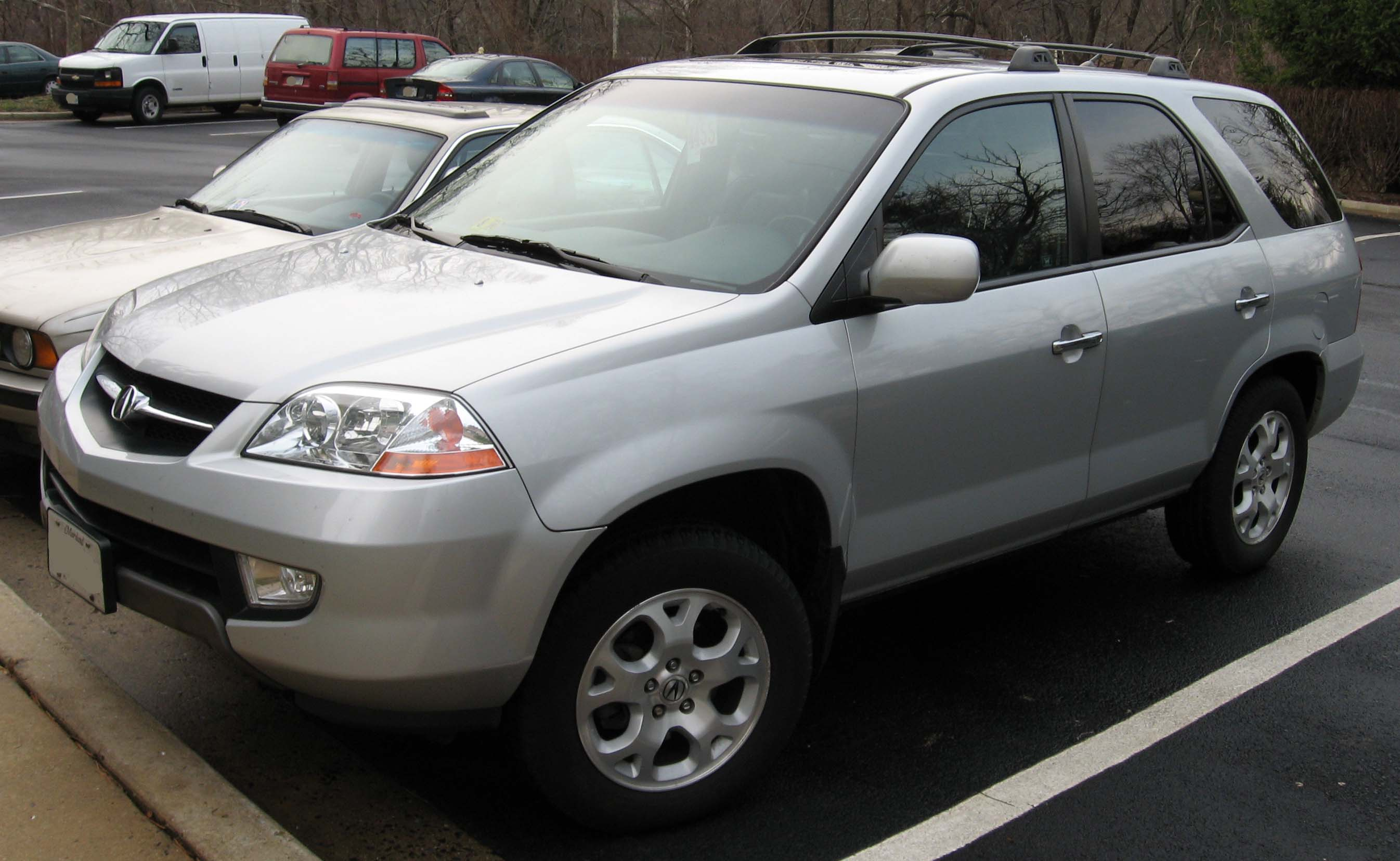
Acura MDX uit 2001-2003.

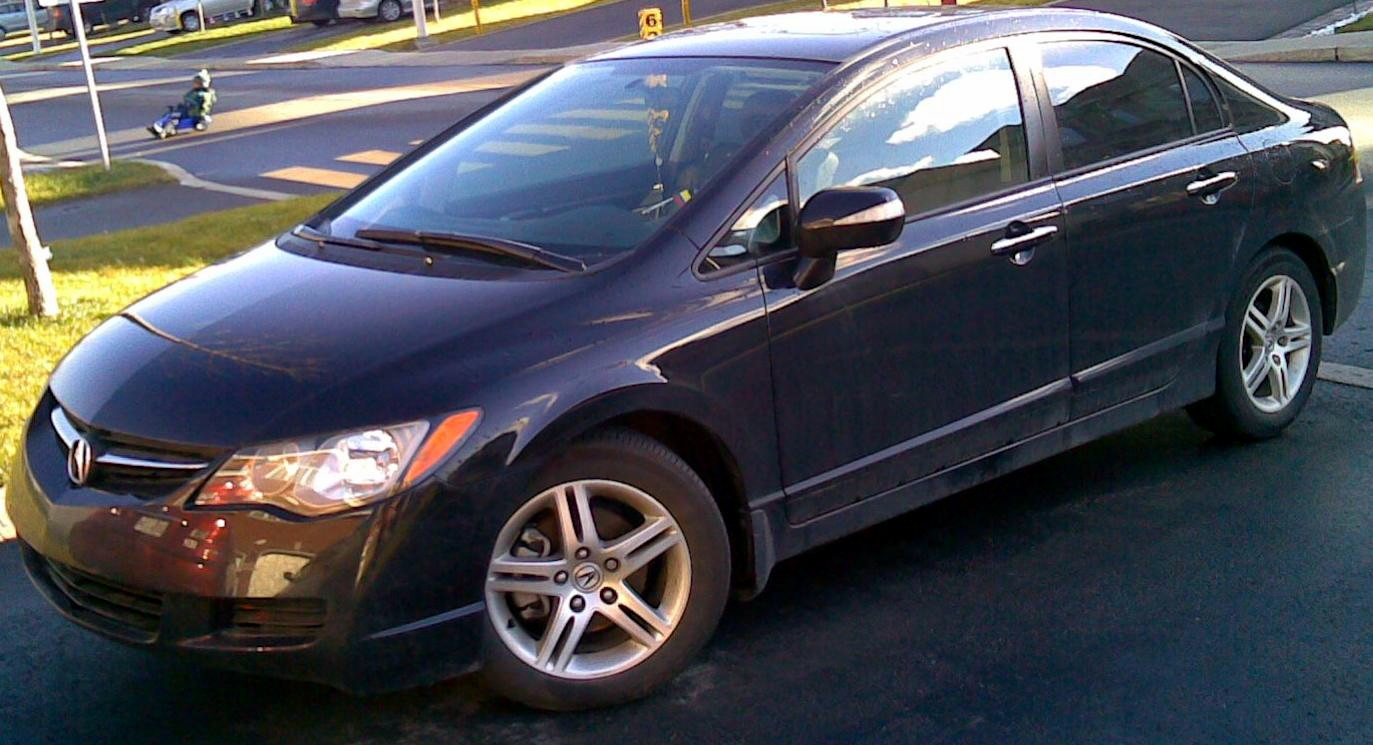
Acura CSX uit 2006.

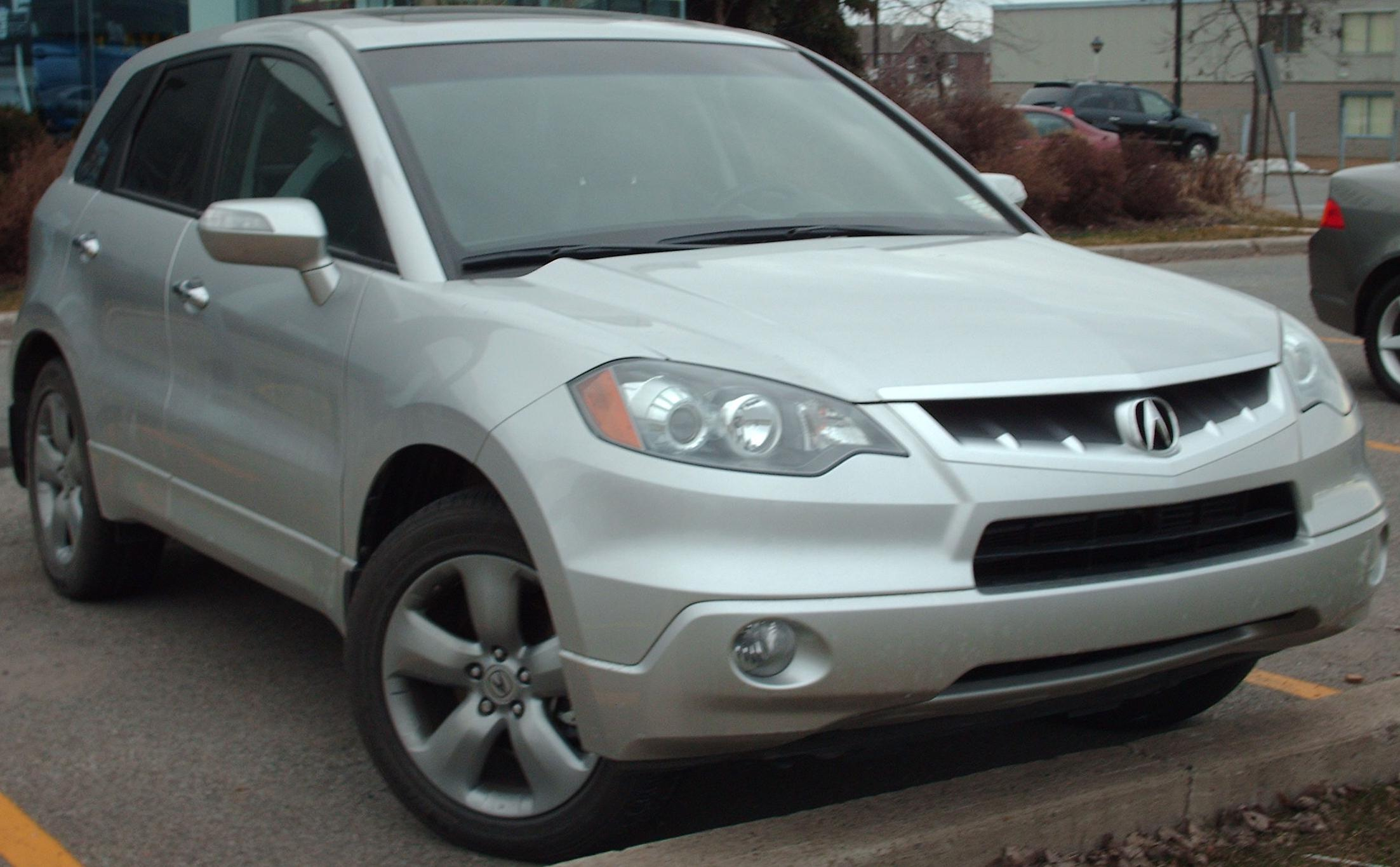
Acura RDX uit 2007.

Acura (Japans: アキュラ) is een automerk van het Japanse autoconcern
Honda. De merknaam werd in 1986 gecreëerd en geïntroduceerd in Canada, Hongkong en de Verenigde Staten. In 2004 werd Acura ook gelanceerd in Mexico en in 2006 in China. Honda plant het merk ook te introduceren op de Japanse thuismarkt in 2008. Acura richt zich vooral op de hogere middenklasse en de topklasse en wordt gezien als het eerste Japanse merk dat de luxemarkt aanboort buiten Japan. Japan exporteerde voorheen immers voornamelijk goedkope kleine auto's. Het succes van Acura leidde tot navolging. Toyota begon met Lexus en Nissan lanceerde Infiniti.

## Geschiedenis
Het Japanse Honda lanceerde Acura in 1986, na een decennium ontwikkeling, in Noord-Amerika. Het was Honda's antwoord op de positie van Europese luxemerken op de Amerikaanse markt. Met Acura wilde het concern haar reputatie van betrouwbaarheid verzilveren op de groeiende markt van de hogere midden- en topklasse in de VS. Initieel werden vier modellen geïntroduceerd: de Acura Legend als sedan en coupé en de Acura Integra als drie- of vijfdeurs hatchback.
Acura werd een onmiddellijk succes. De combinatie van kwaliteit, weinig onderhoud en luxe bleek een gouden product. Al in 1989 kreeg Honda's nieuwe merk concurrentie van Toyota en Nissan die respectievelijk hun eigen luxemerken Lexus en Infiniti lanceerden.
In 1991 introduceerde Acura haar NSX. Deze sportwagen met middengeplaatste V6-motor wordt gezien als de eerste Japanse auto die kon concurreren met merken als Ferrari en Porsche. De NSX - een acroniem voor New Sports eXperimental - was tevens de eerste productiewagen die volledig in aluminium werd gemaakt.
Na het initiële succes begonnen de verkoopcijfers eind jaren 1990 af te kalven. De toenemende concurrentie begon te wegen op Acura's positie als Japans luxemerk. Acura nam ook een nieuw alfanumeriek naamgevingssysteem aan. In 1996 werd de Legend bijvoorbeeld vervangen door de 3.5 RL. Tien jaar eerder verkocht de nieuwe Legend nog 50.000 eenheden per jaar. De 3.5 RL verkocht in 2002 9392 stuks. Het nieuwe model is ook gepositioneerd tegen de Mercedes-Benz E-Klasse en de BMW 5-serie, maar die verkochten beiden meer dan 40.000 eenheden.
De nieuwe naamgeving droeg volgens sommigen bij tot de achteruitgang. Namen als RL, CL, MDX e.d. waren weinig inspirerend. Ook de nieuwe stijlgeving sprak weinig tot de verbeelding. Acura wilde ook geen motor met meer dan zes cilinders of achterwielaandrijving gebruiken. Op een paar uitzondering na is dat nochtans de regel voor luxe-auto's in de VS. Het resultaat was dat Acura werd voorbijgestoken door haar Japanse en Europese concurrenten.
In de jaren 2000 kwam Acura weer op het juiste pad. Het merk introduceerde haar Acura MDX die een groot succes werd. De SUV was praktisch, performant en stijlvol. In 2004 werd de Acura TSX sportsedan geïntroduceerd. Ook kregen de TL en de RL een face-lift. Het vernieuwde gamma werd goed onthaald door het koperspubliek. In 2005 steeg het verkoopcijfers voor de VS voor het eerst boven de 200.000 eenheden.

## Huidige modellen
- 1996+: Acura RL (luxe sedan)
- 1996+: Acura TL (sportssedan)
- 2001+: Acura MDX (luxe SUV / crossover)
- 2004+: Acura TSX (sportsedan)
- 2006+: Acura CSX (sportsedan)
- 2006+: Acura RDX (supercharged SUV)
- 2006+: Acura CSX (O.B.V. Honda Civic Sedan)

## Verkoopcijfers
Acura's verkoopcijfers in de Verenigde Staten:
Acura Production Numbers - Productioncars.com